# Ruderverein Neptun Konstanz

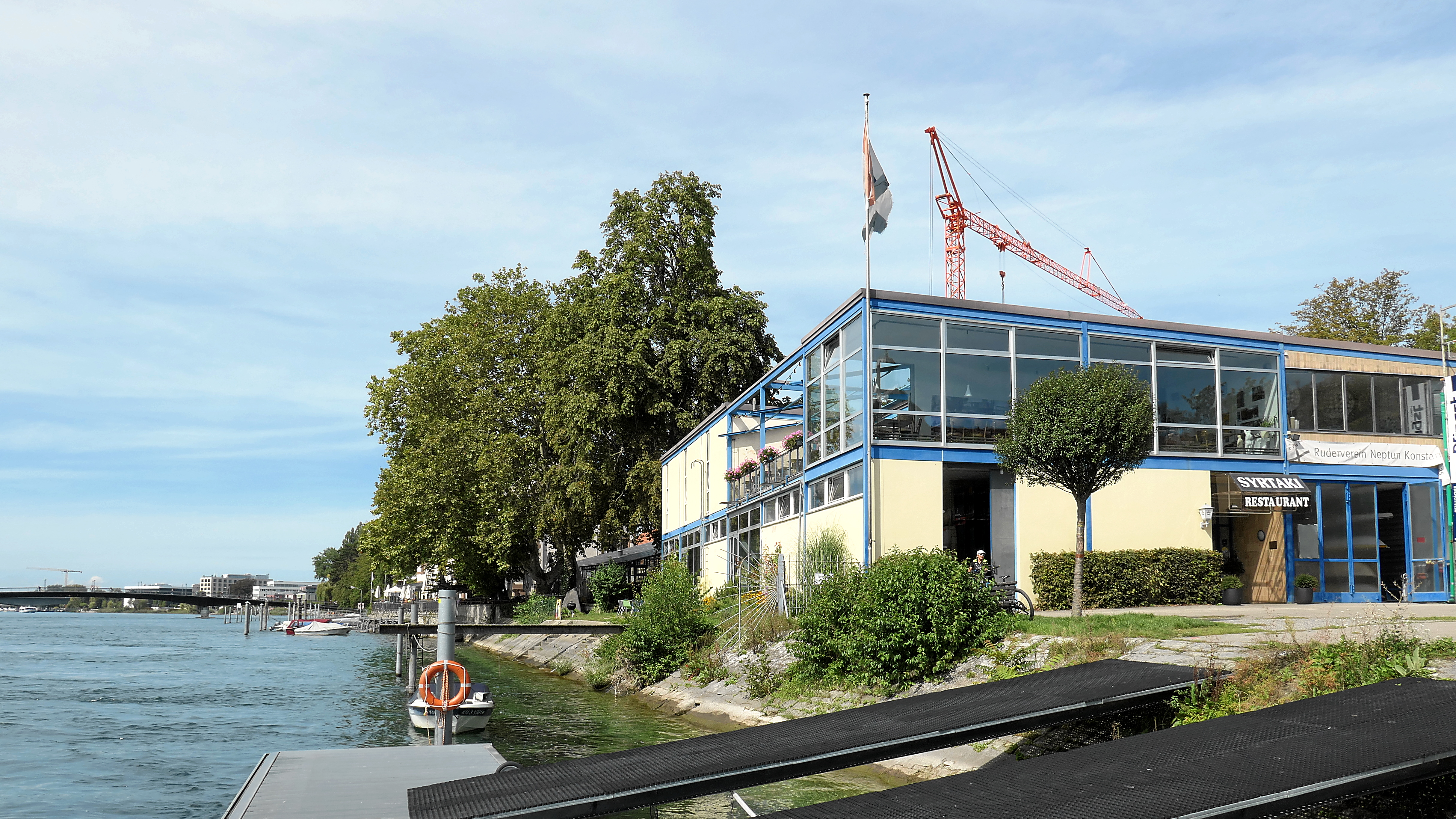
Ruderhaus vom Bootssteg aus

Der Ruderverein Neptun Konstanz ist ein Sportverein aus Konstanz.

## Geschichte und Lage
Am 16. März 1885 gründeten neun Personen den Ruderverein Neptun. 1887 gehörte der Verein zu den ersten Mitgliedern des Schweizer Ruderverbands. Erst 1891 trat der Verein dem Süddeutschen Ruderverband bei. 1894 löste das neu errichtete Bootshaus das alte aus der Gründungszeit des Vereins ab. Im August 1924 erschien erstmals eine Vereinszeitung. Seit 1931 rudern auch Frauen im Ruderverein Neptun. 1938 wurde von Seiten des Staats mit dem Bau einer neuen Rheinbrücke begonnen, das Bootshaus des Rudervereins musste dem Neubau weichen. 1949 wurde der Verein wiedergegründet und mit dem Wiederaufbau eines Bootshauses und eines Steges begonnen. 1956 war die Einweihung eines neuen Bootshauses. 1976 änderte der Verein seine Satzung. Aus Kostengründen sollte der Leistungssport weniger, der Breitensport stärker gefördert werden. Erst in den 2000er Jahren kehrten Konstanzer Ruderer zurück in die nationale Spitze.
Das Bootshaus befindet sich am Seerhein. Gerudert wird auf dem Rhein und auf dem Bodensee.

## Bekannte Sportler
Die erfolgreichste Phase des Rudervereins begann in den 1950er Jahren. Bei den Europameisterschaften 1954 gewann Gerhard Haege zusammen mit Thomas Schneider den Titel im Doppelzweier. 1956 wurden Thomas Schneider und Kurt Hipper Europameisterschaftszweite. 1961 gewannen Günther Zumkeller und Dieter Bender den Europameistertitel im Zweier ohne Steuermann, zwei Jahre später wurden die beiden Europameisterschaftszweite. Bei den Europameisterschaften 1969 und 1971 war Peter Berger Schlagmann des Vierers mit Steuermann und erruderte zweimal Europameisterschaftsgold. Dieser Vierer wurde auch als Bullenvierer und Bodenseevierer bezeichnet.
Den ersten Weltmeistertitel für den Verein erkämpften Günther Zumkeller und Dieter Bender im Zweier ohne Steuermann bei den Weltmeisterschaften 1962. Acht Jahre später siegte bei den Weltmeisterschaften 1970 der Bullenvierer mit Peter Berger, der diesmal vom Konstanzer Stefan Voncken gesteuert wurde. Danach gelang es erst Ingo Voigt bei den Weltmeisterschaften 2011 mit Silber im Leichtgewichts-Doppelvierer, wieder eine Weltmeisterschaftsmedaille zu errudern.
Erster Olympiasieger des Vereins war 1968 in Xochimilco Niko Ott, der kurzfristig als Ersatzmann in den Deutschland-Achter rückte und zur Goldmedaille ruderte. Vier Jahre später gewann bei den Olympischen Spielen in München der Bullenvierer mit Peter Berger.